# Ján Svorada
Ján Svorada (Trenčín, 28 agosto 1968) è un ex ciclista su strada e dirigente sportivo cecoslovacco, poi slovacco naturalizzato ceco.
Professionista dal 1991 al 2005, dotato di caratteristiche di velocista, ottenne cinque vittorie di tappa al Giro d'Italia, tre al Tour de France e tre alla Vuelta a España. Nel dicembre 1994, in seguito a matrimonio, ottenne la cittadinanza ceca.

## Carriera
Figlio d'arte (suo padre Jan sr. corse negli anni sessanta), Ján Svorada passò professionista nel 1991 con la Colnago-Lampre. Dopo le difficoltà incontrate nei primi anni, si affermò come uno dei più noti velocisti a livello mondiale, confrontandosi con Mario Cipollini, Erik Zabel e Tom Steels. In uno di questi duelli (una tappa al Giro d'Italia del 1995) Cipollini esagerò nello stringere l'avversario contro il muro e venne squalificato, lasciando così la vittoria al ceco.
Riuscì a vincere tappe in tutti i grandi giri: tre al Tour de France, tre alla Vuelta a España e cinque al Giro d'Italia dove, nel 1993, si aggiudicò anche la maglia azzurra dell'intergiro. Non riuscì tuttavia a conquistare la classifica a punti di nessuna delle tre corse né ad indossare la maglia di leader. Vinse anche alcune corse in linea, tra cui la Clásica de Almería e il Grand Prix de Denain; fu inoltre tre volte campione nazionale ceco e indossò diverse volta la maglia della sua Nazionale, sia in occasione di Mondiali che dei Giochi olimpici.
In quindici anni di carriera Svorada colse complessivamente 75 vittorie. Ritiratosi dal professionismo nel 2005, si è dedicato alla produzione di telai: con le biciclette di sua produzione la connazionale Lada Kozlíková ha vinto una medaglia d'oro e una d'argento ai campionati del mondo su pista.

## Palmarès
- 1988

5ª tappa Olympia's Tour (Lunteren > Emmeloord)
- 1990

2ª tappa Grand Prix Tell
8ª tappa United Texas Tour
1ª tappa Corsa della Pace (Berlino > Magdeburgo)
2ª tappa Corsa della Pace (Magdeburgo > Gera)
9ª tappa, 2ª semitappa Corsa della Pace (Bielsko-Biała)
Classifica generale Corsa della Pace
- 1992 (Lampre, tre vittorie)

2ª tappa Settimana Ciclistica Bergamasca (Osio Sotto)
1ª tappa Tour de Romandie (Courtételle)
1ª tappa Grand Prix du Midi Libre (Uzès)
- 1994 (Lampre, otto vittorie)

5ª tappa, 1ª semitappa Vuelta a Andalucía (Jaén)
4ª tappa, 1ª semitappa Tour de Romandie (Bulle)
9ª tappa Giro d'Italia (Castiglione della Pescaia > Pontedera)
11ª tappa Giro d'Italia (Marostica > Bibione)
17ª tappa Giro d'Italia (Santa Maria della Versa > Lavagna)
Classifica generale Grand Prix du Midi Libre
7ª tappa Tour de France (Rennes > Futuroscope)
6ª tappa Tour of Britain (Manchester)
- 1995 (Lampre, due vittorie)

8ª tappa Tirreno-Adriatico (San Benedetto del Tronto)
12ª tappa Giro d'Italia (Borgo a Mozzano > Cento)
- 1996 (Panaria, dieci vittorie)

4ª tappa Etoile des Bessèges (Joyeuse)
5ª tappa Etoile des Bessèges (Bessèges)
Classifica generale Etoile des Bessèges
1ª tappa Tour Méditerranéen (Béziers)
5ª tappa, 1ª semitappa Tirreno-Adriatico (Castiglione del Lago)
8ª tappa Tirreno-Adriatico (San Benedetto del Tronto)
4ª tappa Giro di Sardegna (Alghero)
Grand Prix de Denain
2ª tappa Tour de Suisse (Bienne)
Campionati cechi, Prova in linea
- 1997 (Mapei, sedici vittorie)

2ª tappa Etoile des Bessèges (Sète)
3ª tappa Etoile des Bessèges (Allègre-les-Fumades)
5ª tappa Etoile des Bessèges (Bessèges)
4ª tappa Giro di Sardegna (Olbia)
2ª tappa Settimana Ciclistica Bergamasca (Urago d'Oglio)
4ª tappa Settimana Ciclistica Bergamasca (Zanica)
8ª tappa Settimana Ciclistica Bergamasca (Bergamo)
1ª tappa Volta Ciclista a Catalunya (La Pineda)
2ª tappa Volta Ciclista a Catalunya (Lleida)
4ª tappa Volta Ciclista a Catalunya (Barcellona)
3ª tappa Volta a Portugal (Évora)
1ª tappa Vuelta a Galicia (Ferrol)
3ª tappa Vuelta a Galicia (Ourense)
11ª tappa Vuelta a España (Plasencia)
16ª tappa Vuelta a España (Santander)
17ª tappa Vuelta a España (Burgos)
- 1998 (Mapei, dieci vittorie)

3ª tappa Tirreno-Adriatico (Venafro)
1ª tappa Settimana Ciclistica Bergamasca (Bergamo)
2ª tappa Quatre Jours de Dunkerque (Amiens)
1ª tappa OBV Klassik (Traismauer)
Campionati cechi, Prova in linea
Memorial Rik Van Steenbergen
First Union Classic
2ª tappa Tour de France (Enniscorthy > Cork)
1ª tappa Volta a Portugal (Siviglia)
3ª tappa Volta a Portugal (Beja)
- 1999 (Lampre, quattro vittorie)

Clásica de Almería
3ª tappa Vuelta a Murcia (Alcantarilla)
8ª tappa Tirreno-Adriatico (San Benedetto del Tronto)
4ª tappa Settimana Ciclistica Lombarda (Bergamo)
- 2000 (Lampre, tre vittorie)

2ª tappa Tirreno-Adriatico (Aversa)
1ª tappa Giro del Trentino (Lienz)
3ª tappa Giro d'Italia (Paestum > Scalea)
- 2001 (Lampre, tre vittorie)

3ª tappa Quatre Jours de Dunkerque (Landrecies)
2ª tappa Grand Prix du Midi Libre (Pézenas)
20ª tappa Tour de France (Corbeil > Parigi)
- 2002 (Lampre, cinque vittorie)

1ª tappa Vuelta a Murcia (Fortuna)
3ª tappa Settimana Ciclistica Lombarda (Chiuduno)
5ª tappa Settimana Ciclistica Lombarda (Stezzano)
1ª tappa Giro del Belgio (Knokke-Heist)
4ª tappa Giro del Belgio (Marche-en-Famenne)
- 2003 (Lampre, tre vittorie)

1ª tappa Giro di Rodi (Rodi)
1ª tappa Vuelta a Murcia (Ceutí)
1ª tappa Settimana Internazionale di Coppi e Bartali (Riccione)
- 2004 (Lampre, due vittorie)

4ª tappa Giro del Trentino (Arco)
1ª tappa Tour de Romandie (Val-de-Travers)
- 2005 (ED'System-ZVVZ, tre vittorie)

1ª tappa Giro di Baviera (Sonthofen)
Campionati cechi, Prova in linea
3ª tappa Regio-Tour (Lahr)

### Altri successi
- 1993 (Lampre)

Classifica intergiro Giro d'Italia
- 2001 (Lampre)

Profonde van Pijnacker
- 2002 (Lampre)

Criterium di Elk
Criterium di Linz

## Piazzamenti

### Grandi giri
- Giro d'Italia

1991: 126º
1992: 122º
1993: 123º
1994: ritirato (20ª tappa)
1995: ritirato (16ª tappa)
1997: ritirato (7ª tappa)
1999: ritirato (13ª tappa)
2000: 102º
2003: 89º
2004: ritirato (17ª tappa)
- Tour de France

1993: ritirato (14ª tappa)
1994: 103º
1995: fuori tempo (19ª tappa)
1996: ritirato (5ª tappa)
1998: ritirato (16ª tappa)
1999: ritirato (10ª tappa)
2001: 129º
2002: 131º
- Vuelta a España

1997: 120º
1998: ritirato (3ª tappa)
1999: ritirato (5ª tappa)
2000: ritirato (16ª tappa)
2002: 108º
2003: ritirato (7ª tappa)

### Classiche monumento
- Milano-Sanremo

1991: 65º
1992: 51º
1993: 121º
1995: 158º
1996: 76º
1999: 103º
2000: 93º
2001: 45º
2002: 8º
2003: 8º
2004: 142º
- Giro delle Fiandre

2001: ritirato
- Parigi-Roubaix

2001: ritirato
- Liegi-Bastogne-Liegi

1993: 78º

### Competizioni mondiali
- Campionati del mondo

Casablanca 1986 - In linea Juniors: 5º
Stoccarda 1991 - In linea: ritirato
Oslo 1993 - In linea: 27º
San Sebastián 1997 - In linea: ritirato
Zolder 2002 - In linea: 11º
Madrid 2005 - In linea: ritirato
- Giochi olimpici

Atlanta 1996 - In linea: 30º
Sydney 2000 - In linea: ritirato
Atene 2004 - In linea: 63º